# 풍기읍
풍기읍(豊基邑, Punggi-eup)은 대한민국 경상북도 영주시의 읍이다.

## 유래
고려 문종의 태를 은풍 명봉산에 매안함에 따라 은풍의 풍자와 기천의 기(基)자를 따서 풍기(豊基)라 하고 현을 군으로 승격시켜 군수를 두었다.

## 역사
- 풍기군 지역
- 1914년 4월 1일 풍기군 동부면(東部面)과 서부면(西部面), 창락면(昌樂面)을 영주군 풍기면으로 통폐합하였다.[1] (14리)

| 조선총독부령 제111호 |                    |                                              |
| 구 행정구역          | 신 행정구역        | 신 행정구역                                  |
| 풍기군 동부면 일원   | 영주군 풍기면 일원 | 성내리, 동부리, 산법리                       |
| 풍기군 서부면 일원   | 영주군 풍기면 일원 | 삼가리, 욱금리, 금계리, 교촌리, 서부리, 백리 |
| 풍기군 창락면 일원   | 영주군 풍기면 일원 | 미곡리, 백신리, 창락리, 수철리, 전구리       |
- 1973년 7월 1일 풍기읍으로 승격하였다.[2]
- 1980년 4월 1일 영주군 풍기읍에서 영풍군 풍기읍으로 개편하였다.[3]
- 1995년 1월 1일 영주시, 영풍군을 영주시로 통합하여, 영주시 풍기읍으로 개편하였다.[4]

## 행정 구역
| 법정리 | 행정리                                               | 비고                  |
| ------ | ---------------------------------------------------- | --------------------- |
| 교촌리 | 교촌1리, 교촌2리                                     |                       |
| 금계리 | 금계1리, 금계2리                                     |                       |
| 동부리 | 동부1리, 동부2리, 동부3리, 동부4리, 동부5리, 동부6리 |                       |
| 미곡리 | 미곡리                                               |                       |
| 백리   | 백1리, 백2리                                         |                       |
| 백신리 | 백신1리, 백신2리                                     |                       |
| 산법리 | 산법리                                               |                       |
| 삼가리 | 삼가리                                               |                       |
| 서부리 | 서부1리, 서부2리, 서부3리                            |                       |
| 성내리 | 성내1리, 성내2리, 성내3리, 성내4리                   | 읍행정복지센터 소재지 |
| 수철리 | 수철리                                               |                       |
| 욱금리 | 욱금리                                               |                       |
| 전구리 | 전구1리, 전구2리                                     |                       |
| 창락리 | 창락1리, 창락2리                                     |                       |

## 주요 시설
- 새마을지도자협의회
- 풍기농업협동조합
- 새마을부녀회
- 풍기청년회의소
- 풍기읍체육회
- 영주소방서 풍기119안전센터
- 영주경찰서 풍기지구대
- 풍기우체국
- 풍기 재향군인회
- 풍기읍 주민자치위원회
- 농협중앙회 풍기지점
- 풍기역
- 희방사역
- 성내교회
- 영주FM

## 교육 기관
- 풍기초등학교
- 풍기북부초등학교
- 금계중학교
- 풍기중학교
- 경북항공고등학교
- 동양대학교

## 명소
- 희방사
- 비로사
- 풍기온천

## 특산품
- 풍기인삼
- 인견직
- 한우
- 사과

## 간선 도로
| 구분 | 도로 이름 |
| ---- | --- |
| 로   | 테라피로, 금계로, 기주로, 대평로, 동양대로, 삼가로, 신재로, 안풍로, 옥동로, 인삼로, 전구로, 풍기로, 남원로, 동성로, 소백로, 죽령로 |
| 길   | 무릉길, 백리길, |

## 같이 보기
- 대한민국의 지리